# Antoni Nicolau i Parera
Antoni Nicolau i Parera (Barcelona, 8 de juny de 1858 - 26 de febrer de 1933) fou compositor i director d'orquestra, una figura clau del renaixement musical català del segle xix i XX i forjador de l'escola coral catalana moderna.

## Biografia
Va néixer al carrer de la Portaferrissa de Barcelona, fill del sastre Joaquim Nicolau i Corrons, natural de Sant Celoni, i de Francesca Parera i Tarragó, natural de Barcelona. Va estudiar piano amb Joan Baptista Pujol i composició amb Gabriel Balart, i va ampliar estudis al Conservatori de París. Tot i que de jove va iniciar estudis de medicina, aviat s'adonà que preferia la música. A l'edat de 17 anys compongué la Fantasia per a piano (la seva primera obra), inspirant-se en l'òpera Roberto il diavolo, de Meyerbeer. L'any següent publicà Nocturn per a piano, i el 10 d'abril de 1878 estrenà al Liceu (lloc on posteriorment triomfaria com a director d'orquestra) La Tempestad, interpretada pel conegut tenor de l'època Camagno, i els actes primer i tercer de l'òpera Constanza (que no es va poder representar sencera perquè el tenor, que només actuava en els actes segon i quart, rescindí el contracte poc abans d'alçar-se el teló). De tornada de París, on va residir vuit anys, va ser successivament director de la Societat Catalana de Concerts, de l'Orquestra Catalana i, el 1896, de l'Escola Municipal de Música de Barcelona fins a jubilar-s'hi l'any 1932, i on tingué alumnes distingits com Ferran Ardèvol Miralles, oJoan Estany i Rius. Fou mestre de composició al Conservatori Superior de Música del Liceu, on va tenir Joan Lamote de Grignon, Màrius Mateo i Francesc Fornells com a alumnes. També esdevingué director simfònic del Liceu i el 1900 va dirigir per primera vegada les nou simfonies de Beethoven així com obres d'autors contemporanis com César Franck, Richard Strauss i Vincent d'Indy.

## Els anys a París
Va fixar la seva residència a París el 1879, poc després d'haver guanyat el concurs de la Diputació de Barcelona, una beca que li va permetre ampliar els seus estudis musicals a l'estranger. De la seva unió amb Mélanie Cosson nasqué la seva filla, Mercè, que acabaria sent l'esposa de Montfort, deixeble de Nicolau, i que, tot i dedicar-se al comerç, no va deixar de produir lieder i corals. Mercè esdevingué professora de l'Escola Municipal de Música, alhora que una bonica actriu de matisada veu.
Durant els set anys de la seva estada no es va deixar arrossegar per la bohèmia del Moulin de la Galette, ni per les nits sense fi del Lapin Agile, on es bevia i ballava sense parar en una atmosfera de fum, models, cantants i discussions artístiques de tota mena fins que es feia de dia. El més important per a ell eren l'estudi i l'assistència a concerts, així com cultivar l'amistat dels millors compositors del moment. Escrigué i estrenà el 1882 el poema simfònic El triomf de Venus, que mereixeria l'elogi del compositor i crític Victorin de Joncières: «és una partitura que revela en el seu autor un vigorós temperament musical... L'autor d'El triomf de Venus és un dels compositors moderns més dignes de cridar l'atenció del públic; posseeix una delicadesa d'expressió, una propietat en els efectes i un coneixement tan exacte de l'orquestra, que el situen des d'ara en el primer ordre dels músics més notables de l'escola moderna». Nicolau només tenia vint-i-quatre anys. Encara a París estrenà la llegenda bretona per a orquestra, solo i cor Henora i enllestí el poema simfònic Spes, dedicat a la inauguració de l'Exposició internacional de Boston.

## Retorn a Barcelona
De nou a la ciutat comtal, el 1886, en plena eufòria de la Renaixença i aclamat per una cort d'admiradors, el mestre Nicolau emprengué tot seguit, aprofitant les vacances de Quaresma del Liceu, la feixuga tasca de donar a conèixer les obres més destacades de l'escola francesa i organitzà una sèrie de concerts memorables. Personalment dirigí l'Oda Simfònica de Félicien David, El desert i La Damnation de Faust, de Berlioz, i el seu aclamat poema parisenc, El triomf de Venus. Tot i que l'èxit artístic respongué a l'esforç, econòmicament fou un desastre. Sense caure en la decepció, poc temps abans de l'Exposició de 1888, Nicolau va estrenar a Madrid la seva òpera Un rapto, que resultà un èxit de crítica i públic.
El març del 1900 Nicolau estrenà la Novena Simfonia de Beethoven dins els concerts de Quaresma del Liceu, amb l'ajut de l'Orfeó Català. Una caricatura apareguda a la revista satírica l'Esquella de la Torratxa, aquell mateix mes, hi feia referència mostrant Lluís Millet i Antoni Nicolau, i el posat dispar de tots dos directors.
Els anys 1900 i 1901 dirigí també al Liceu el Rèquiem de Berlioz i força obra de Richard Wagner. Richard Strauss va assistir-hi el 1901, i dirigí ell mateix els seus poemes més importants, com Una vida d'heroi i Don Juan, i, encara, Cap al vespre, a setze veus, interpretat també, per l'Orfeó Català. A més, Nicolau donà a conèixer al públic barceloní obres de Pedrell, Albéniz, Granados, Millet, etc. No s'han d'oblidar els grans festivals que organitzà al Palau de Belles Arts valent-se de valuosos elements de l'Escola Municipal de Música, on es van interpretar obres importantíssimes per solistes, cors, orquestra i orgue. Nicolau hi estrenà tres peces seves: Himne al·legòric, per a banda i orgue, Cant elegíac a la memòria del doctor Robert, i Jesús als nois, per a tenor i cor d'infants. Com a director del teatre, feu possible que per primera vegada es representés a Barcelona la Mireille, de Gounod. També al Liceu, Nicolau va preparar l'orquestra que havia de dirigir el mestre Colonne en les primeres representacions del Tristany.
Si literàriament la revista catalana l'Avenç recollia el batec artístic europeu dels Quatre Gats (Picasso, Nonell, etc.) donant a conèixer Ibsen, Tolstoi i Nietzsche, musicalment el mestre Nicolau se'ls va anticipar presentant i dirigint els compositors del moment abans citats.

## Altres propostes musicals barcelonines
La Banda Municipal de Barcelona fou una entitat cabdal en la tasca de difusió de repertoris musicals entre la classe popular barcelonina. Eren uns anys en què aquesta estratègia era molt preuada. Els concerts habituals de la Banda durant aquells anys s'oferien a les places de la ciutat, i s'alternaven esporàdicament amb altres concerts de caràcter extraordinari relacionats amb exposicions d'art i altres esdeveniments socials de l'època. Els concerts més importants i destacats foren dirigits pel mestre Nicolau.

## Característiques de la seva obra
Quan s'examina la seva obra cal considerar dues vessants ben delimitades en temps i estil: la música simfònica i operística i la literatura coral. Ambdues són dependents dels condicionaments ambientals de l'època, tot i que de manera diferent. La seva facilitat a l'hora d'escriure ja fou evident quan va compondre amb només 17 anys la simfonia Athalia, malgrat que reflecteixi les limitacions pròpies de la formació acadèmica d'aquell temps i de la seva joventut. L'etapa parisenca aportà més maduresa tècnica, amb influències de la retòrica decimonònica francesa anterior a l'escola de César Franck i de l'impressionisme.
D'altra banda, les provatures teatrals de Nicolau volien donar resposta a una signatura pendent de l'època, un teatre líric nacional d'alçada i amb personalitat pròpia; una aspiració de regeneració que compartia amb el seu contemporani Felip Pedrell, i les preocupacions creadores i doctrinals d'aquest. Aquesta afirmació la recolzaria posteriorment una crítica de Luis Arnedo, fent referència a l'estrena d'Un rapto a Madrid, el 1887: " La transcendència d'aquesta obra es fonamenta en que, un cop morta la zarzuela, com a conseqüència absoluta d'ideals, l'aparició del mestre Nicolau a l'escena lirico-dramàtica, i amb partitures tant vigoroses com aquesta, suposa l'esperança de la regeneració de l'art nacional".
Tot i que la música simfònica de Nicolau respon a premisses desarrelades de qualsevol element local, no succeeix el mateix amb la música coral, que pràcticament va monopolitzar la seva tasca compositiva des del 1900. Aquesta tingué una relació d'intenció directe, tant pels textos, com per la fesomia musical, amb aquella escola nacional catalana que era l'aspiració de l'època en el canvi de segle. La novetat que va aportar Nicolau residí en la superació de les formes simples d'harmonització de les melodies tradicionals, per a crear, inspirant-se lliurement en aquestes, un caràcter genuí, vertebrat en una construcció musical sòlida i proporcionada. Per tal d'aconseguir-ho, fou decisiu l'ofici simfònic assimilat anteriorment pel compositor i el seu domini del llenguatge harmònic i contrapuntístic, que es manifestà amb un perfecte equilibri polifònic. Un exemple en fou el poema coral El noi de la mare, que relaciona el contingut del poema de Jacint Verdaguer amb un motiu rítmic-melòdic de la cançó popular del mateix nom, materialitzat en una molt bonica tornada, alternada amb variacions del ritme sicilià puntejat de la melodia tradicional que assumeix a cada moment el caràcter del text. Divendres Sant contraposa dos temes originals, d'inspiració popular i litúrgica respectivament, que finalment es fusionen en un únic tema. La mort de l'escolà, que està inspirat en un poema de Jacint Verdaguer, el més popular dels seus poemes corals, alterna el motiu melòdic inicial de la Salve gregoriana amb diversos episodis expressius homòfons o contrapuntístics. Així doncs, les seves obres corals mostren uns coneixements tècnics i estilístics excepcionals i el situen al cim de la música d'aquesta modalitat, sobretot amb texts de Jacint Verdaguer i Adrià Gual, i destacant-hi composicions com Entre flors, Cançó del pelegrí, Salve montserratina, Cançó de la Moreneta i Cançó dels escolans. Cal remarcar que per a comprendre el significat i la singularitat de les obres corals del mestre Nicolau, cal conèixer-ne el context i marc històric, la millor manera per a establir una valoració objectiva de la seva obra.

## Fons personal
Una petita part del fons d'Antoni Nicolau es conserva al Centre de Documentació de l'Orfeó Català.
El fons consta de 14 partitures, 4 de les quals són del mestre Nicolau: els poemes simfònics Spes, El triomf de Venus i la llegenda bretona Henora, juntament amb una obra religiosa La Sequentia Domine Resurectionis. La resta de partitures són cançons majoritàriament de Joan Codina i Vallhonrat, però també d'Anastasi Niubò, Palmira Jaquetti i Rafel Borràs Solé. També cal destacar que el fons conté correspondència amb personalitats del món de la música i la cultura amb els quals tenia amistat; així hi podem trobar cartes manuscrites de: Narcís Oller, Lluís Millet i Pagès, Richard Strauss, Joan Lamote de Grignon, Joaquim Cabot, Enric Morera, Joan Manén, Carles G. Vidiella, Joaquim Malats, pare Antoni Maria Marcet (abat de Montserrat) i Isaac Albéniz, entre d'altres.